# Splendora (Texas)
Splendora es una ciudad ubicada en el condado de Montgomery en el estado estadounidense de Texas. En el Censo de 2010 tenía una población de 1615 habitantes y una densidad poblacional de 203,24 personas por km².

## Geografía
Splendora se encuentra ubicada en las coordenadas 30°13′42″N 95°9′45″O / 30.22833, -95.16250. Según la Oficina del Censo de los Estados Unidos, Splendora tiene una superficie total de 7.95 km², de la cual 7.87 km² corresponden a tierra firme y (0.91%) 0.07 km² es agua.

## Demografía
Según el censo de 2010, había 1615 personas residiendo en Splendora. La densidad de población era de 203,24 hab./km². De los 1615 habitantes, Splendora estaba compuesto por el 92.63% blancos, el 1.05% eran afroamericanos, el 0.25% eran amerindios, el 0.74% eran asiáticos, el 0% eran isleños del Pacífico, el 3.28% eran de otras razas y el 2.04% pertenecían a dos o más razas. Del total de la población el 9.78% eran hispanos o latinos de cualquier raza.